# Ponte delle Torri
Der Ponte delle Torri (‚Brücke der Türme‘) ist ein mittelalterlicher Aquädukt bei Spoleto im Süden der mittelitalienischen Region Umbrien. Mit seiner Höhe von etwa 76 Metern – die Angaben variieren je nach Quelle – überragt er alle antiken und auch die meisten neuzeitlichen Aquädukte bei weitem.

## Lage
Der Ponte delle Torri überquert das Tal des Flüsschens Tessino; er ist weniger als einen Kilometer in südöstlicher Richtung vom historischen Zentrum der Stadt Spoleto entfernt. Seine Nordostflanke wird von der mittelalterlichen Festung Rocca Albornoziana auf dem Sant’Elia-Hügel dominiert.

## Geschichte
Früher brachte man den Aquädukt mit dem Ostgotenkönig Theoderich dem Großen († 526) in Verbindung, der sich gerne in Spoleto aufhielt und sich hier auch als Bauherr betätigte. Wahrscheinlicher ist jedoch eine spätere Entstehung: Der in Frankreich geborene und in Avignon residierende Papst Innozenz VI. († 1362) ließ – nach der Rückeroberung der mittelitalienischen Besitztümer des Kirchenstaates durch den Kardinal Gil Álvarez Carillo de Albornoz im Jahre 1354 – um die Mitte des 14. Jahrhunderts die Festung Rocca Albornoziana erbauen, um auf diese Weise die territorialen Ansprüche des Papsttums in Mittelitalien zu dokumentieren. Möglicherweise entstand in dieser Zeit auch der Aquädukt; andere befürworten einen Baubeginn bereits im 13. Jahrhundert (eventuell auf römischen oder spätrömischen Fundamenten) – Genaueres lässt sich nicht sagen. Die Wasserleitung war bis ins 19. Jahrhundert hinein in Betrieb und sicherte die Versorgung von Spoleto.

## Architektur

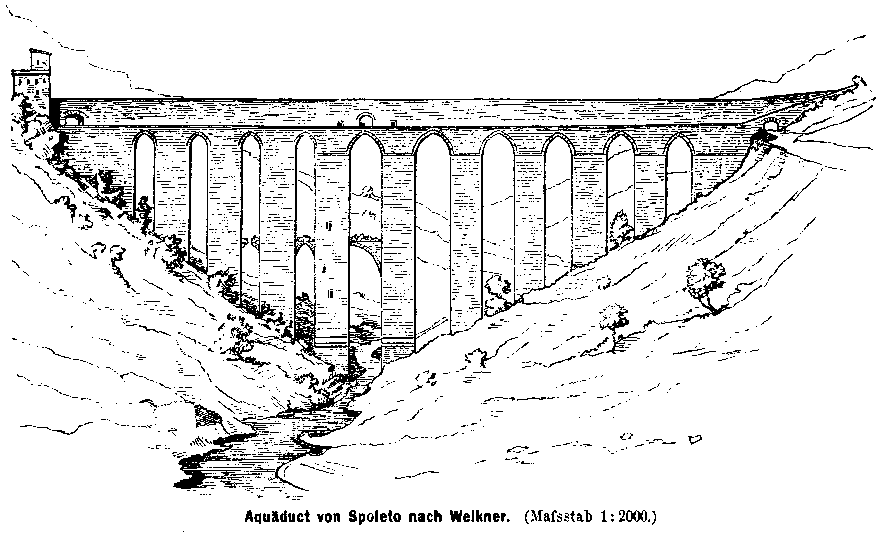
Zeichnung des Aquädukts (19. Jh.)

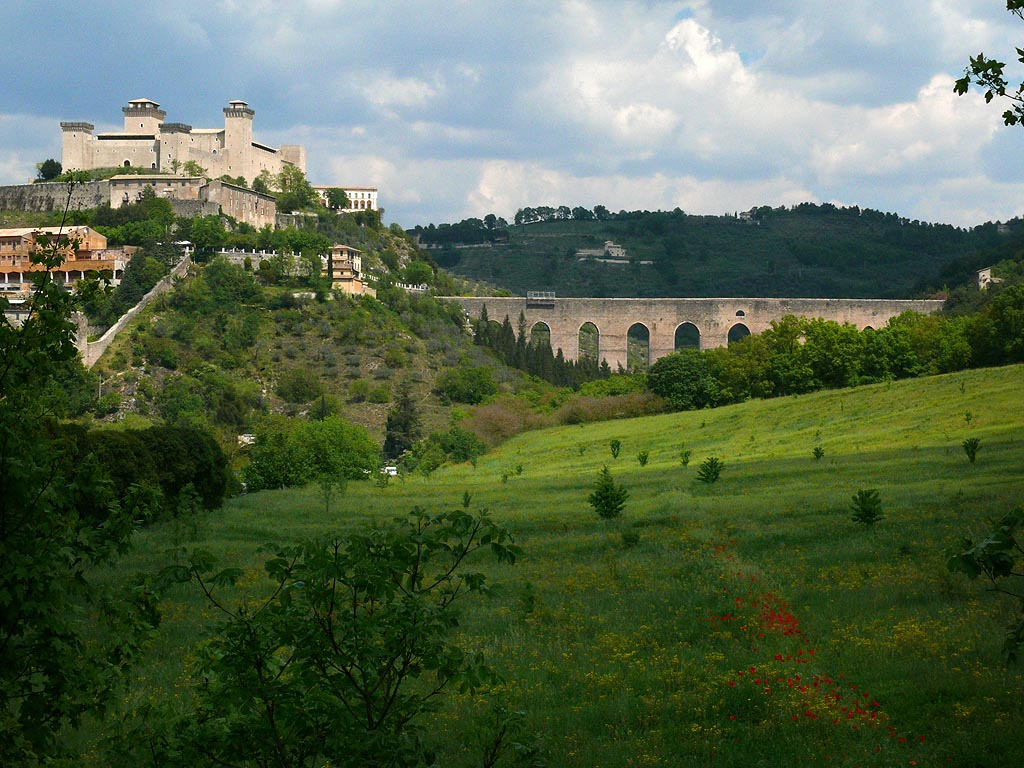
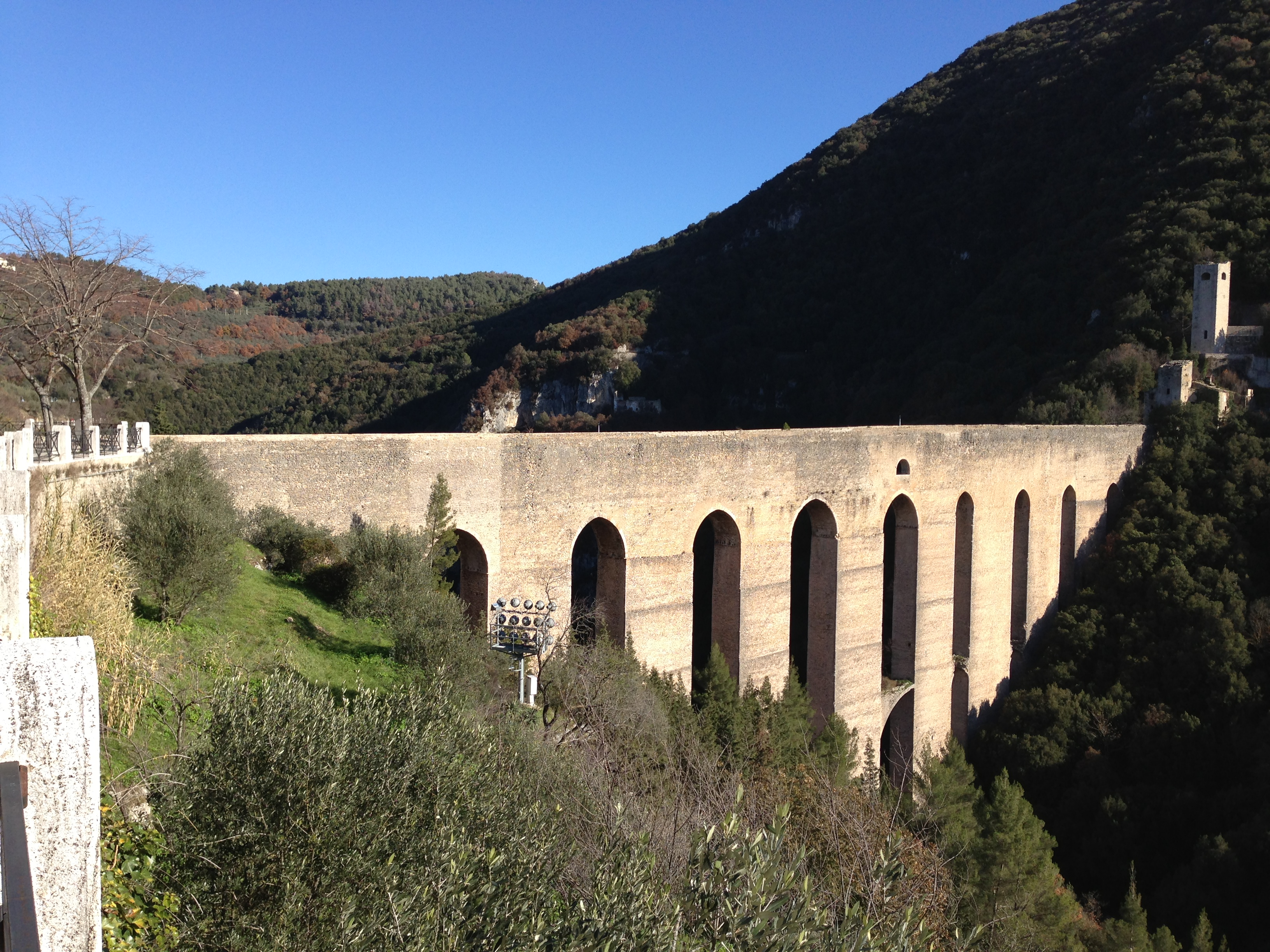
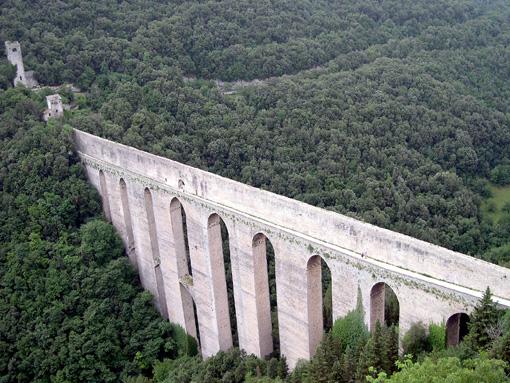
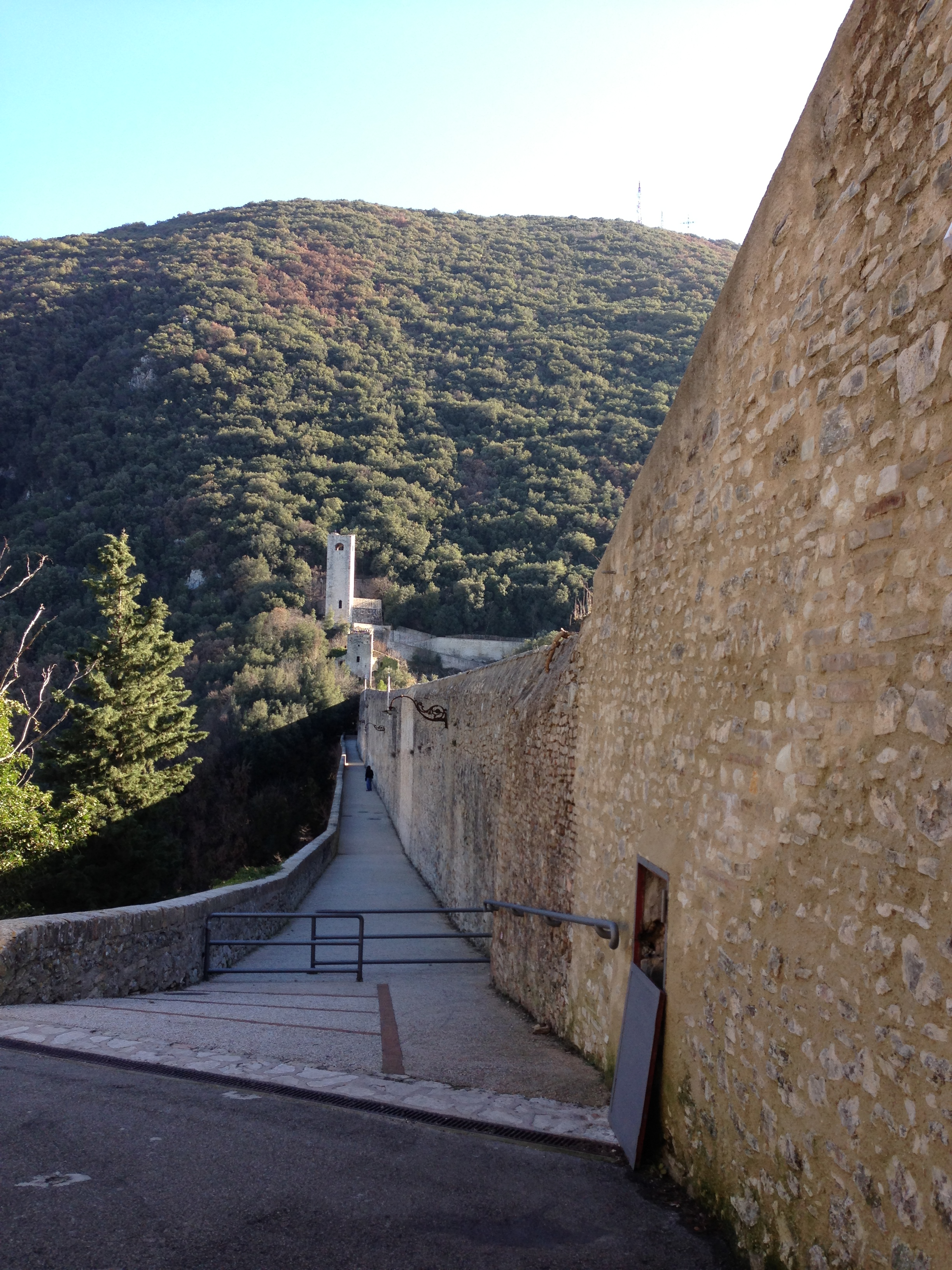

Das etwa 230 m lange und maximal etwa 76 m hohe Bauwerk setzt sich zusammen aus mehreren massiv wirkenden Pfeilern mit unterschiedlichen Abständen, die untereinander nur an drei Stellen durch leichte Bögen bzw. Halbbögen verbunden waren oder sind. Die Pfeilerkerne aus Bruchsteinmauerwerk sind außen mit besser behauenen Kalksteinen ummantelt; auch Ziegelsteine sind vielmals zu sehen – sie könnten jedoch auch bei späteren Reparaturen ergänzt worden sein. Die beiden mittleren Pfeiler haben Treppenaufgänge im Innern, was bei einem römischen Aquädukt undenkbar wäre. Auch durch die Baumaterialien und die Dominanz der Senkrechten unterscheidet sich der Aquädukt von den meisten antik-römischen Konstruktionen, so dass – auch in Anbetracht der historischen Umstände – eine mittelalterliche Baumaßnahme anzunehmen ist. Vielleicht schon von Anfang an, vielleicht auch erst später bog sich die Aquäduktbrücke in der Mitte durch; dies wurde ausgeglichen durch eine exakt nivellierte und maximal etwa zwölf Meter hohe Mauer, auf der die eigentliche Wasserleitung verlief. Die Mauer ist an einer Seite bündig mit dem Unterbau; auf der anderen Seite befindet sich ein Weg für Fußgänger. In der Mitte des Weges gab es einen kleinen Raum für den Wächter, der hier auch den Brückenzoll kassierte.

## Sonstiges
Bereits Johann Wolfgang von Goethe bewunderte den Aquädukt auf seiner Italienischen Reise im Jahr 1786.